# Cultura de Israel

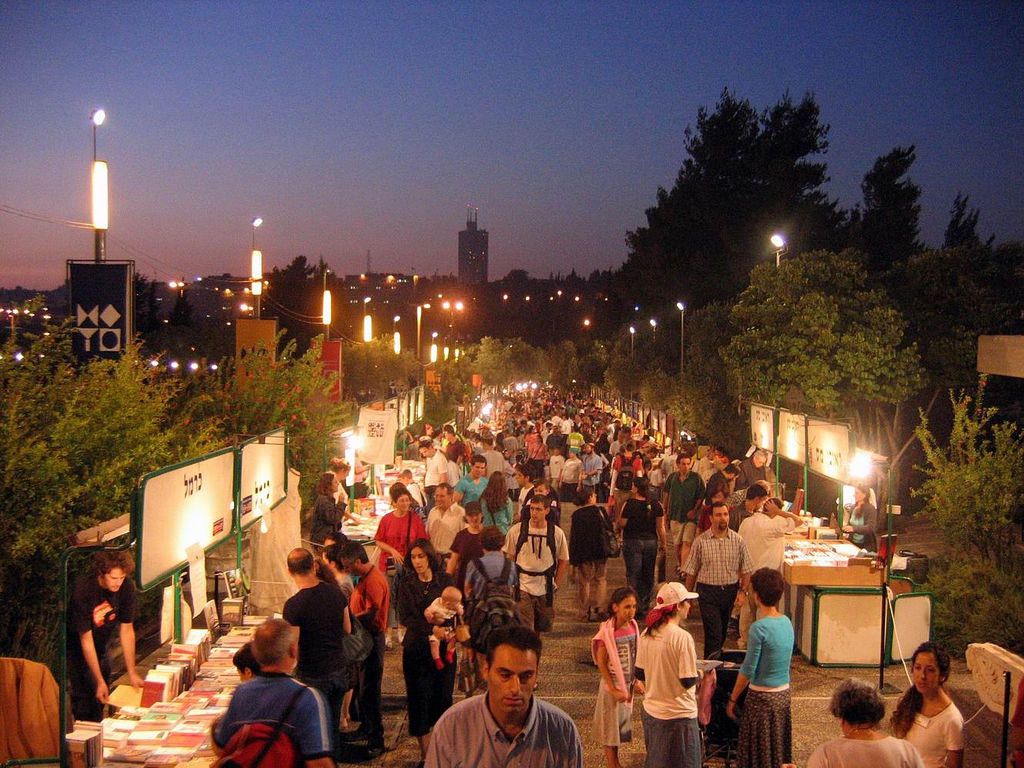
Semana do Livro Hebraica de 2005, no Museu de Israel, Jerusalém.

Israel possui uma cultura muito diversa devido a diversidade de sua população; os judeus de todo o mundo trouxeram suas tradições culturais e religiosas com eles, criando um caldeirão de crenças e costumes judaicos. Israel é o único país no mundo onde a vida gira em torno do calendário hebraico, o dia oficial do descanso é o sábado, o shabat. A substancial minoria árabe, também deixou a sua impressão sobre a cultura israelense em áreas como arquitetura, música e culinária.

## Teatro
Continuando a fortes tradições teatrais iídiche na Europa Oriental, Israel mantêm uma vibrante cena teatral. Fundada em 1918, o Teatro Habima, em Tel Aviv, é o mais antigo teatro do país. O Museu de Israel, em Jerusalém, é uma das mais importantes instituições culturais do país e abriga os pergaminhos do Mar Morto, juntamente com uma extensa coleção de arte européia e Judaica.

## Museus
O museu nacional do holocausto de Israel, o Yad Vashem, abriga o maior arquivo do mundo de informações relacionadas com o Holocausto. Beth Hatefutsoth (Museu da Diáspora), no campus da Universidade de Tel Aviv, é um museu interativo dedicado à história das comunidades judaicas de todo o mundo. Além dos principais museus de grandes cidades, há uma grande quantidade de espaços de artes de qualidade em cidades de pequeno porte e em kibbutzim. O museu  Mishkan Le'Omanut no Kibutz Ein Harod Meuhad é o maior museu de arte no norte do país.

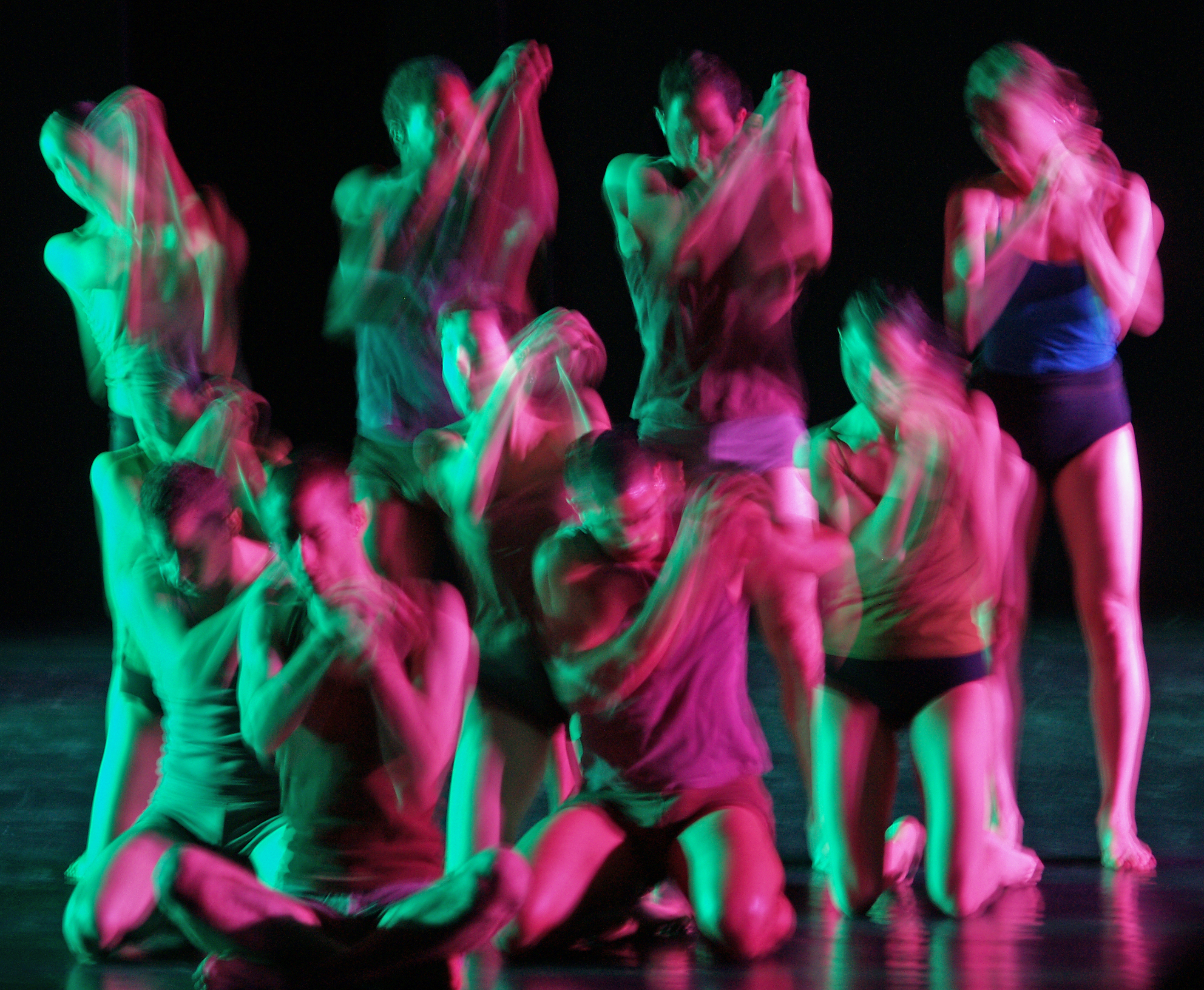
Companhia de Dança Batsheva em Tel Aviv.

## Literatura
A literatura israelense é feita, principalmente, em poesia e prosa e é escrita em hebraico, como parte do renascimento do hebraico como uma língua falada desde meados do século XIX, embora um pequeno corpo de literatura é publicada em outras línguas, como o  árabe e inglês. Por lei, duas cópias de todos os impressos publicados em Israel deve ser depositada na Biblioteca Nacional e Universitária Judaica na Universidade Hebraica de Jerusalém. Em 2001, a lei foi alterada para incluir gravações de áudio e vídeo, e outros tipos de mídia não-impressa. Em 2006, 85% dos 8.000 livros da biblioteca nacional foi transferido para o hebraico. A Semana do Livro Hebraico (He: שבוע הספר) é realizada uma vez por ano, em junho, com feiras, leituras públicas e visitas de autores israelenses de todo o país. Durante essa semana, o maior prêmio literário de Israel, o Prêmio Sapir, é apresentado. Em 1966, Shmuel Yosef Agnon partilhou o Prêmio Nobel de Literatura com a autora alemã judia Nelly Sachs.

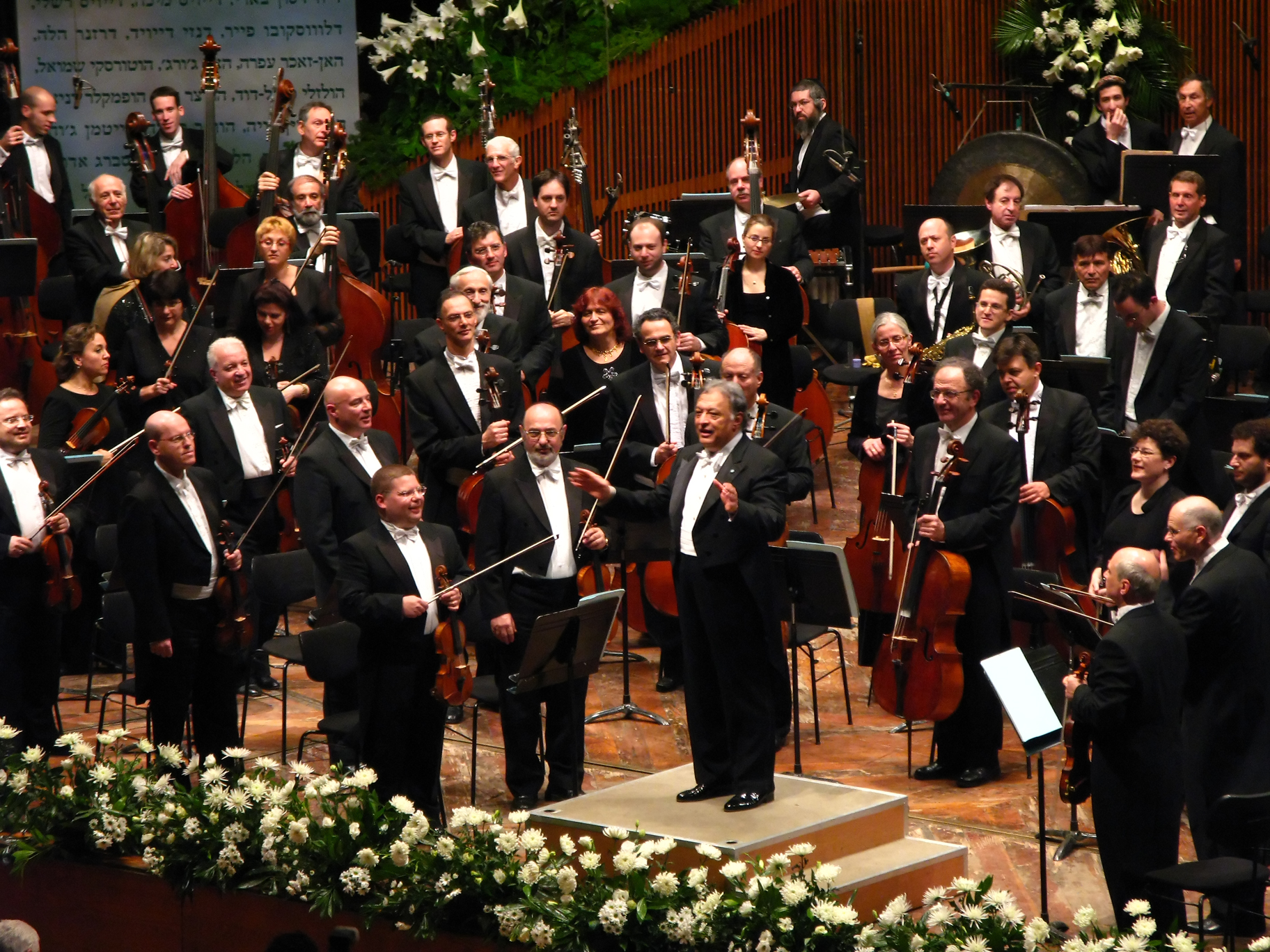
A Orquestra Filarmônica de Israel durante seu 70º aniversário.

## Música
A música de israel contém influências musicais de todo o mundo; música iemenita, melodias Hasidic, música árabe, música grega, jazz, pop e rock fazem parte do cenário musical. As canções folclóricas de Israel, conhecidas como "Sons da Terra de Israel", lidam com as experiências dos pioneiros na construção da pátria judaica. Umas das orquestras de maior renome do mundo é a Orquestra Filarmônica de Israel, que foi fundada há mais de 70 anos e realiza hoje mais de 200 concertos por ano. Israel produziu também muitos músicos de qualidade, sendo que alguns atingiram o estrelato internacional. Itzhak Perlman, Pinchas Zukerman e Ofra Haza estão entre os músicos nascidos em Israel mais prestigiados internacionalmente. Israel tem participado do Festival Eurovisão da Canção quase todos os anos desde 1973, onde ganhou a competição por três vezes e a sediou por duas vezes. A cidade de Eilat realiza seu próprio festival de música internacional, o Festival de Jazz do Mar Vermelho, todos os verões desde 1987.

## Esportes

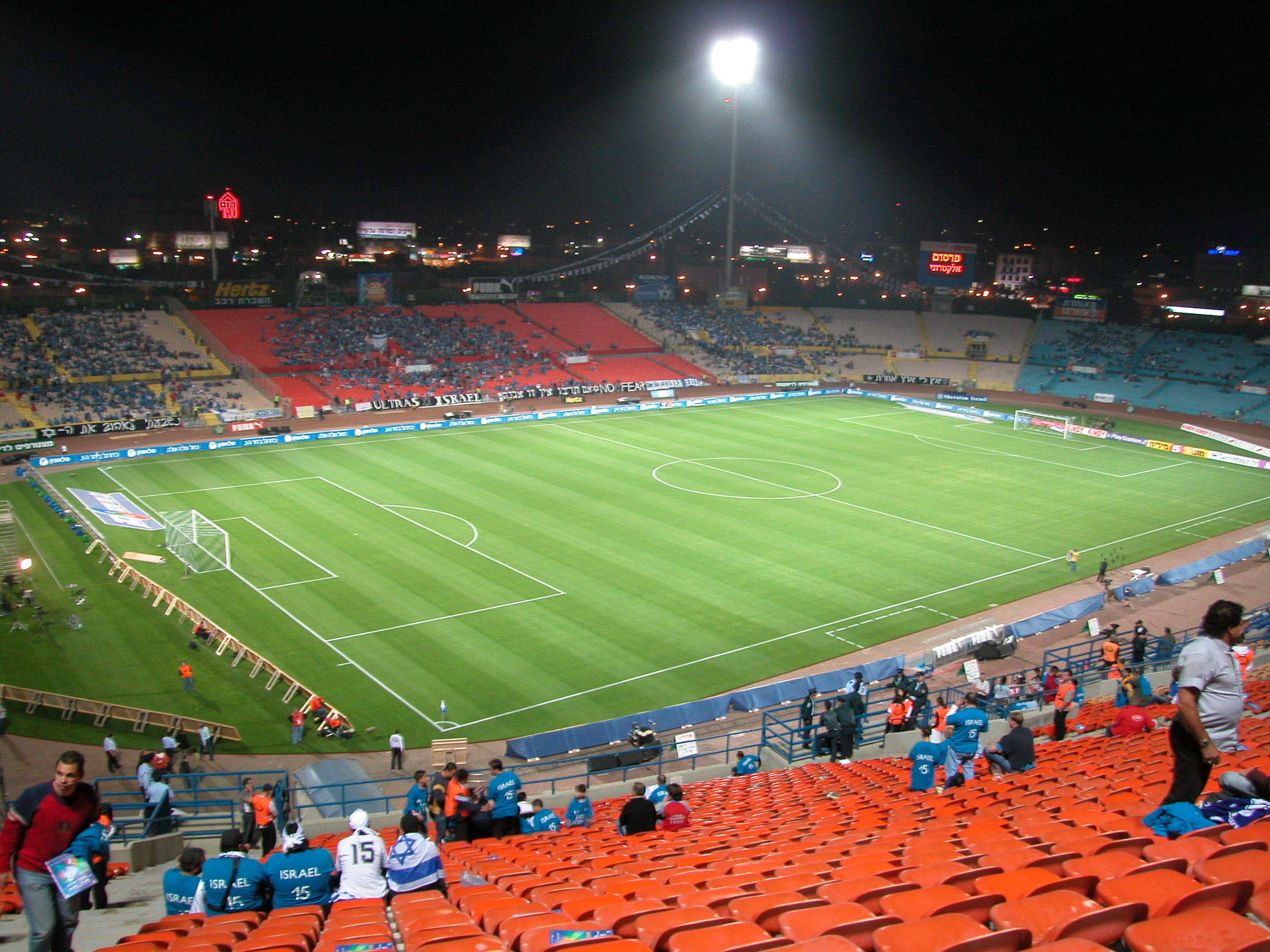
O Estádio Ramat Gan, o maior estádio de Israel.

Esporte e aptidão física nem sempre têm sido algo fundamental na cultura judaica. Aptidão física, que foi valorizada pelos antigos gregos, era vista como uma indesejável intromissão de valores helenísticos na cultura judaica. Rambam, que era simultaneamente um rabino e um médico, enfatizou a importância da atividade física e de se manter o corpo em forma. Esta abordagem recebeu um grande impulso no século XIX a partir da campanha cultura física de Max Nordau e no início do século XX, quando o Rabino-Chefe da Palestina, Abraão Isaac Kook, declarou que "o corpo serve a alma, e apenas um corpo saudável pode garantir uma boa alma".
A Macabíada Mundial, um evento no estilo olímpico para atletas judeu, foi inaugurada na década de 1930, e foi realizada a cada quatro anos desde então. Os esportes mais populares espectador em Israel são o futebol e o basquete. Em 1964, Israel sediou e venceu a Copa da Ásia.

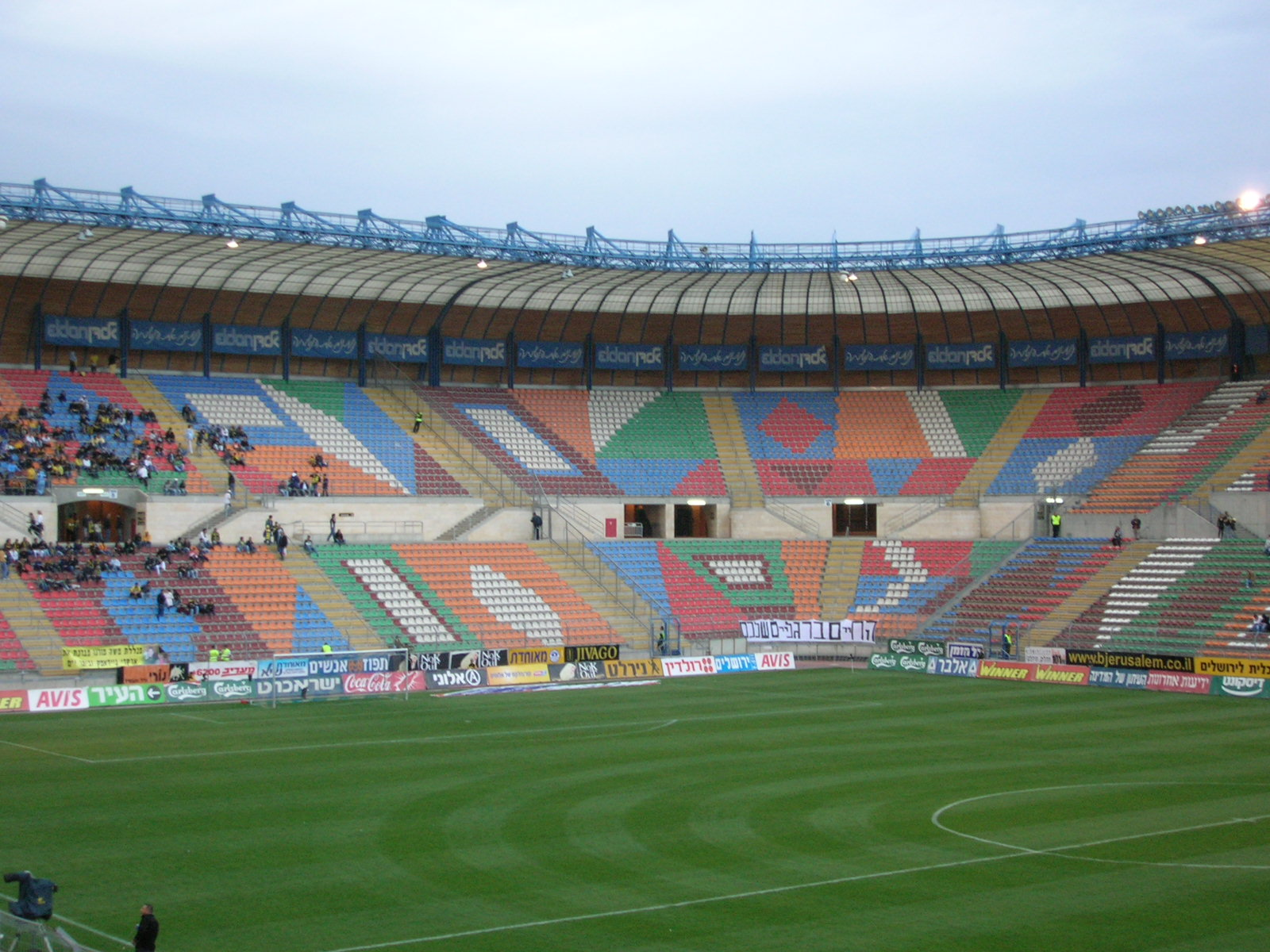
Estádio Teddy Kollek em Jerusalém.

Na década de 1970, Israel foi excluído Jogos Asiáticos de 1978 como um resultado da pressão exercida pelos países participantes do Oriente médio. A exclusão levou Israel a mudar da Ásia para a Europa deixando de participar das competições asiáticas. Em 1994, a UEFA concordou em reconhecer Israel e todas as organizações esportivas israelenses para competir na Europa. A Ligat ha'Al é a liga de futebol do país e a Ligat HaAl é a liga de basquete. O time Maccabi Tel Aviv BC ganhou o campeonato europeu de basquetebol cinco vezes.
Bersebá tornou-se um centro nacional xadrez, e lar de muitos campeões de xadrez da antiga União Soviética. A cidade sediou o Campeonato Mundial Equipes de Xadrez em 2005, e o esporte é ensinado nas creches da cidade. Em 2007, um israelita empatou em segundo lugar no Campeonato Mundial de Xadrez.
Até agora, Israel conquistou sete medalhas Olímpicas, desde a sua primeira vitória em 1992, incluindo uma medalha de ouro no windsurf nos Jogos Olímpicos de Verão de 2004. Israel conquistou mais de 100 medalhas de ouro nos Jogos Paraolímpicos e é classificado na 15ª posição no quadro geral de medalhas. Os Jogos Paraolímpicos de Verão de 1968 foram sediados por Israel.

## Comunicação
Os principais jornais de Israel incluem, entre outros, o Yedioth Ahronoth, o Maariv e o Haaretz. Entre os escritores israelitas de maior sucesso internacional incluem-se entre outros Amos Oz, David Grossman e Etgar Keret. Os grupos musicais de Israel incluem os Monica Sex. Grupos de dança, música e teatro israelenses também são bastante populares.
No campo erudito, a Orquestra Filarmônica de Israel, fundada em 1936 e dirigida pelo maestro indiano Zubin Mehta, é considerada como uma das mais qualificadas de todo o mundo e é apontada como a melhor de todo o continente asiático. Tendo acompanhado ao longo de sua história nomes como Mstislav Rostropovitch e Pablo Casals (violoncelistas), Arthur Rubinstein e Claudio Arrau (pianistas), a Filarmônica de Israel é sediada no Frederic R. Mann Auditorium (Hichal Hatarbot), em Tel Aviv.
Antes de Mehta, os regentes Arturo Toscanini e Leonard Bernstein dirigiram a orquestra.

## Idiomas
No Estado de Israel, desde a sua criação, coexiste uma enorme variedade de idiomas, trazidos por colonizadores originários de diversos pontos do planeta. Alguns idiomas suplantaram as duas línguas oficiais, o hebraico, falado pela maioria da população, e o árabe, idioma nativo,  que se tornou  secundário, e é falado apenas pela minoria árabe, drusos e alguns membros da comunidade judaica mizrahi, sendo matéria eletiva em muitas escolas. O russo é muito usado pela comunidade com origem nas antigas repúblicas soviéticas e representam cerca de 20% de falantes. Em Israel há vários jornais impressos e emissoras de  televisão neste idioma além de um partido político de maioria russófona, o Israel Beitenu.
Outras línguas judaicas, como o ídiche - língua germânica escrita com caracteres hebraicos - e o latino, são oficialmente conservadas, de acordo com a lei de preservação dos costumes.

## Feriados e eventos
| Data                              | Nome em português                        | Nome local                  | Datas possíveis (Calendário Gregoriano) |
| --------------------------------- | ---------------------------------------- | --------------------------- | --------------------------------------- |
| 1 de Tishrei                      | Ano Novo                                 | ראש השנה Rosh Hashaná       | entre 6 Set e 5 Out                     |
| 10 de Tishrei                     | Dia do Perdão                            | יום כיפור Yom Kipur         | entre 15 Set & 14 Out                   |
| 15 de Tishrei                     | Festa das Cabanas/Festa dos Tabernáculos | סוכות Sucot                 | entre 20 Set & 19 Out                   |
| 22 de Tishrei                     | Reunião do Oitavo Dia                    | שמיני עצרת Shemini Atzeret  | entre 27 Set & 26 Out                   |
| 25 de Kislev                      | Festival das Luzes (Primeiro dia)        | חנכה Chanucá                | entre 27 Nov & 26 Dez                   |
| 14 de Adar (15 em alguns lugares) | Lembrança da vitória de Ester            | פּוּרִים Purim                 | entre 25 Fev & 26 Mar                   |
| 15 de Nissan                      | Páscoa (Primeiro dia)                    | פסח Pessach                 | entre 27 Mar & 25 Abr                   |
| 21 de Nissan                      | Páscoa (Sétimo e último dia)             | פסח Pessach                 | entre 2 Abr & 1 Mai                     |
| 27 de Nissan                      | Dia da lembrança do Holocausto           | יום השואה Yom HaShoá        | entre 8 Abr & 7 Mai                     |
| 4 de Iar                          | Dia de lembrança dos soldados caídos     | יום הזכרון Yom HaZikaron    | entre 15 Abr & 14 Mai                   |
| 5 de Iar                          | Dia da Independência                     | יום העצמאות Yom Ha'atzma'ut | entre 16 Abr & 15 Mai                   |
| 6 de Sivan                        | Pentecoste                               | שבועות Shavuot              | entre 16 Mai & 14 Jun                   |